# Zhang Juzheng

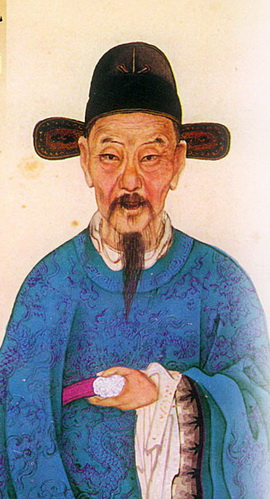

Zhang Juzheng, född 24 maj 1525 i Jiangling, Hubei, död 9 juli 1582 i Peking, var en kinesisk ämbetsman och politiker under Mingdynastin som tjänstgjorde under Longqing och Wanli-kejsarna.
Zhang Zhangs ekonomiska politik och utrikespolitik anses ha fört Mingdynastin till sin höjdpunkt. Zhang centraliserade statsförvaltningen, begränsade olika särrättigheter och återtog skattebefriad mark. En av hans mest beryktade reformer vara att omvandla de dagsverken undersåtarna var skyldiga staten till skatter som erlades i reda pengar.
Zhang spelade också en viktig roll som mentor och regent under Wanli-kejsarens tidiga regeringsår, formellt under änkekejsarinnan Xiaodings regentskap. Efter Zhangs död 1582 frångick dock kejsarens många av hans reformer, vilket anses ha inlett dynastins förfall.